# フレデリック・ヘンドリック (オラニエ公)
フレデリック・ヘンドリック（Frederik Hendrik van Oranje, 1584年1月29日 - 1647年3月14日）は、オランダ総督、オラニエ公。ウィレム1世の末子で、マウリッツの異母弟。母はウィレム1世の4番目の妻でガスパール・ド・コリニーの娘ルイーズ。父の政治能力と兄の軍事能力をバランス良くあわせ持っていたと言われ、オランダ共和国の内政・対外政策ともに中庸策をとって、国内の平穏と八十年戦争の終結に貢献した。

## 生涯
継承前は兄に従い軍務をこなし、1625年に死去した兄から家督と総督職を継承、ホラント州・ゼーラント州・ユトレヒト州・オーファーアイセル州・ヘルダーラント州総督に就任した。また、兄が死去する前に結婚を命じたため同年に長年の愛人であったアマーリエ・フォン・ゾルムス＝ブラウンフェルスと結婚した。アマーリエはドイツの伯爵家の出身で、オランダに亡命していたプファルツ選帝侯妃エリザベスの侍女をしていた。
就任直後にブレダがスペインの将軍アンブロジオ・スピノラに奪取されたが、1627年から反撃を開始してフルーンロを奪取、1629年にスヘルトーヘンボスも落とし、1632年にフェンロー・マーストリヒトなどマース川流域の諸都市を奪い、1637年にブレダを奪還した。1644年にテルネーゼンの都市サス・ファン・ヘントを、1645年にフルストを奪取して南部国境の諸都市を奪い、ほぼ現在のベルギーとの国境までオランダの領土を拡大した。また、1639年に海軍提督マールテン・トロンプがダンケルクの海戦・ダウンズの海戦でスペイン海軍に勝利して戦争の終結を決定付けた。
外交も盛んに行い、1635年にフランスと攻守同盟を結んで戦争を優位に持ち込んだ。三十年戦争におけるヴェストファーレン条約の成立にも尽力したが、成立前の1647年に死去した。しかし、この条約によってオランダは国際的に独立が承認され、スペインとも和平が成立して八十年戦争は終結した。
フレデリック・ヘンドリックの正嫡の息子は1626年にアマーリエとの間に生まれたウィレム2世のみであり、このウィレム2世がオラニエ公と総督職を継承した。イングランド王ウィリアム3世となったオラニエ公ウィレム3世はその息子である。
娘たちのうち、長女ルイーゼ・ヘンリエッテはブランデンブルク選帝侯フリードリヒ・ヴィルヘルム（大選帝侯）と結婚した。五女アルベルティーネ・アグネスはナッサウ家傍系のナッサウ＝ディーツ伯ウィレム・フレデリックと結婚したが、その孫ヨハン・ウィレム・フリーゾがウィレム3世の死後にオラニエ＝ナッサウ家を継承し、現在のオランダ王家につながっている。結婚前に生まれた庶子フレデリックはウィリアム3世に従い、子孫はイングランド貴族のロッチフォード伯爵に叙爵された。
フレデリック・ヘンドリックはオランダ軍の総司令官として戦果を上げる一方、フランス風の宮殿を造営して華やかな宮廷生活を行い、ドイツ諸侯やイングランドのステュアート家と姻戚関係を結んだ。これによりオラニエ＝ナッサウ家の地位は高まったが、同時に諸外国とオランダとの外交関係を複雑なものにした。
また、八十年戦争で従軍した甥のテュレンヌ子爵と大甥に当たるループレヒト・フォン・デア・プファルツは後にそれぞれフランス・イングランドで取り立てられ軍人として台頭した。

## 子女
- ウィレム2世（1626年 - 1650年）
- ルイーゼ・ヘンリエッテ（1627年 - 1667年） - ブランデンブルク選帝侯フリードリヒ・ヴィルヘルムの妻
- ヘンリエッテ・アマリア（1628年、夭折）
- エリザベト（1630年、夭折）
- イザベラ・シャルロッテ（1632年 - 1642年）
- アルベルティーネ・アグネス（1634年 - 1696年） - ナッサウ＝ディーツ侯ウィレム・フレデリックの妻
- ヘンリエッテ・カタリーナ（1637年 - 1708年） - アンハルト＝デッサウ侯ヨハン・ゲオルク2世の妻
- ヘンドリック（1639年、夭折）
- マリア（1642年 - 1688年） - プファルツ＝ラウテルン公モーリッツの妻

庶子
- フレデリック・ファン・ナッサウ・ザイレステイン（英語版）（1624年 - 1672年） - 軍人としてウィレム2世を支え、その長男のウィレム・ファン・ナッサウ・ザイレステイン（英語版）はウィレム3世の腹心として英国貴族ロッチフォード伯爵（英語版）に叙せられた